# Aïdos Sadykov
Aïdos Sadykov (en kazakh en écriture cyrillique : Айдос Жандосұлы Садықов), né en 1968 à Karabutak (oblys d'Aktioubé, Kazakhstan) et mort le 2 juillet 2024 à Kyïv (Ukraine) est un journaliste et militant d'opposition kazakh. 
Il se fait connaître pour ses articles critiques à l'égard du pouvoir et est plusieurs fois condamné. Réfugié en Ukraine à partir de 2014, il lance une chaîne YouTube politique qui rencontre un succès au Kazakhstan. Le 18 juin 2024, il est visé par une tentative d'assassinat et meurt de ses blessures quelques jours plus tard, le 2 juillet.  

## Biographie

### Jeunesse et débuts professionnels
Aïdos Sadykov naît en 1968 dans le village de Karabutak, dans le nord-est de l'oblys d'Aktioubé, à proximité de la frontière avec la Russie. Il déménage à Aktioubé pour entrer à l'université et étudie la pédagogie.
Il commence à travailler dans le secteur de la vente au détail, avant de se lancer dans son propre projet d'entreprise. Il est découragé par l'importante corruption et le crime organisé régnant dans le pays. Aïdos Sadykov est alors engagé par la compagnie pétrolière chinoise CNPC-Aktobemunaigas.  

### Premières actions et poursuites judiciaires
En 2002, Aïdos Sadykov adhère à Choix démocratique du Kazakhstan (en), un parti politique défendant la décentralisation, luttant contre la corruption et en faveur des droits humains. 
En 2003, Sadykov est accusé par la justice d'usage illégal d'une arme à feu et de trouble à l'ordre public ; il aurait tiré sur la porte de son voisin en 1997 et lancé une fourchette en direction du serveur d'un restaurant deux ans plus tard. Aucune des deux victimes présumées n'a cependant porté plainte. Les deux chefs d'accusation concernent des faits anciens, survenus à plusieurs années d'écart, mais qui sont reliés entre eux par l'accusation. Finalement, Aïdos Sadykov est déclaré « instable mentalement » et astreint à un traitement d'évaluation psychologique d'un mois. Il est convaincu qu'il a été visé en raison de son article sur les liens entre les autorités de l'oblys d'Aktioubé et la mafia russe Solntsevskaïa. 
En 2005, il devient responsable de la branche régionale du Parti national social-démocrate. Il le quitte cependant cinq ans plus tard, trouvant le parti de plus en plus proche du pouvoir. Il fonde son propre mouvement, nommé Gastat, qui participe à la création de syndicats au sein de CNPC-Aktobemunaigas. Le 13 juillet 2010, il organise une manifestation contre l'achat des terres agricoles au Kazakhstan par la Chine. Il est arrêté et à nouveau accusé de troubles à l'ordre public, la justice lui reproche d'avoir « infligé des blessures corporelles à un passant et [...] arraché les boutons d'un agent de police ». Bien qu'il nie les faits reprochés, preuves vidéo à l'appui, il est condamné le 16 juillet à deux ans de prison. Il est libéré et amnistié en 2012 après avoir réalisé les deux tiers de sa peine,. 

### Réfugié politique en Ukraine
Début 2014, un article publié dans le média indépendant kazakh Respublika, cible le député Marat Itegoulov. Ce lui-ci accuse la femme d'Aïdos Sadykov, Natalia Sadykova, de l'avoir écrit sous un pseudonyme. Il porte plainte pour diffamation et elle est inculpée le 5 mars. Le couple et ses deux enfants fuient le pays le 9 mars, alors que Sadykova est visée par un mandat d'arrêt du procureur. Ils se rendent à Orenbourg, avant de passer par Moscou pour finalement rejoindre l'Ukraine le 10 mars. Ils s'y réfugient et demandent l'asile politique ; leur demande est acceptée,.
Natalia Sadykova est finalement reconnue coupable de diffamtion, condamnée en son absence à une amende de 10 millions de tenge et à la saisie de son appartement, sans qu'aucune preuve n'ait permis de montrer qu'elle est bien la rédactrice de l'article. 

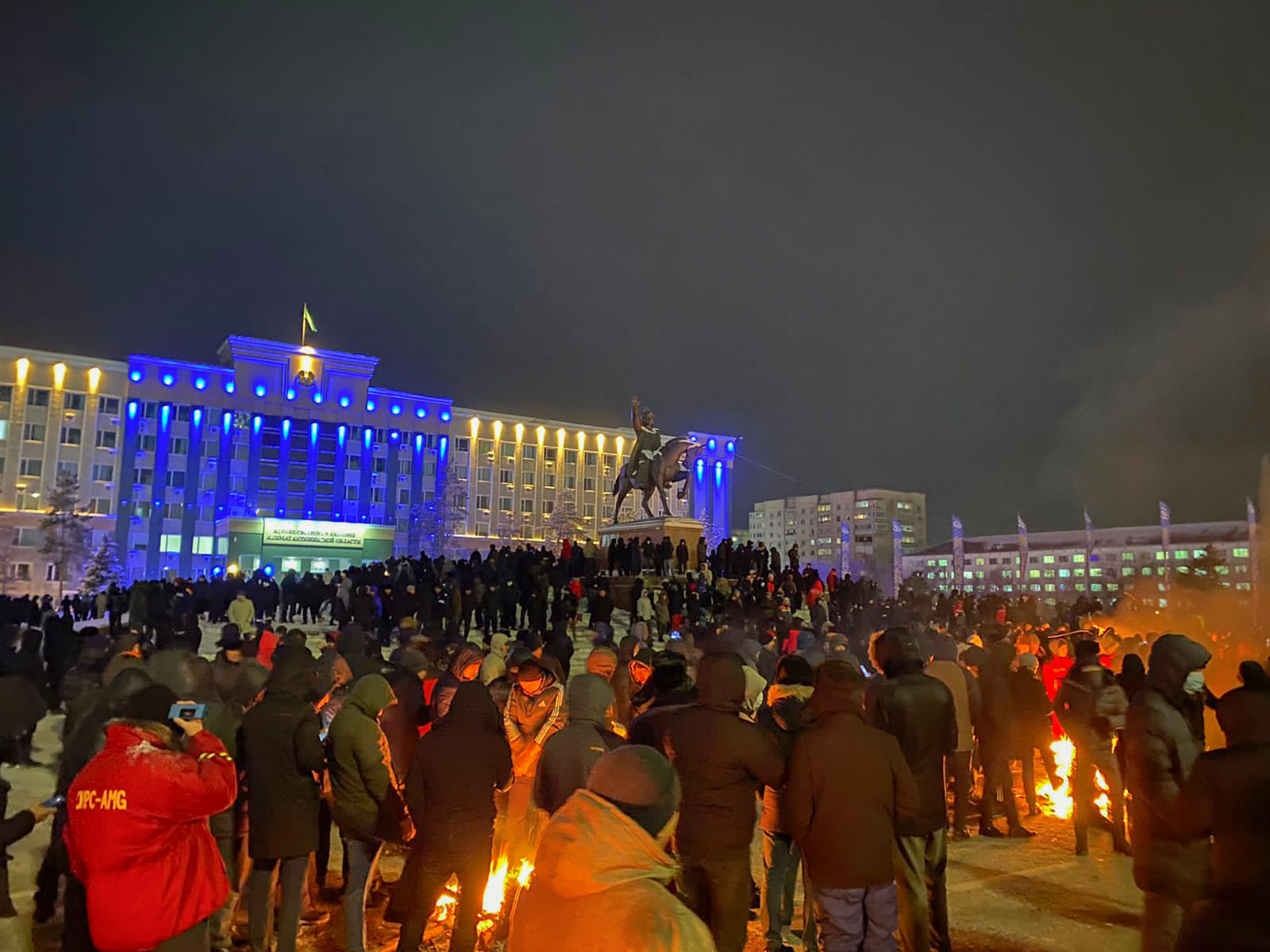
Manifestations anti-gouvernementales à Aktioubé, en janvier 2022.

Quelques mois plus tard, plusieurs hommes en uniforme de police tentent de les intimider dans leur appartement et leur demandent d'arrêter leurs publications critiques envers les autorités du Kazakhstan. Le couple refuse et, à l'inverse, lance une chaîne YouTube, qu'ils appellent BASE (en russe : БАСЕ), couvrant les actualités et la politique dans leur pays d'origine, notamment les manifestations ouvrières de Janaozen. Elle augmente rapidement en popularité, jusqu'à compter plus d'un million d'abonnés ; la chaîne est très critique du pouvoir kazakh,, d'abord sous Noursoultan Nazarbaïev puis sous Kassym-Jomart Tokaïev. 
En 2022, le couple prend ouvertement position en faveur des manifestations anti-gouvernementales dans son pays d'origine, violemment réprimées par les autorités. Ils affirment également, à partir du début de l'invasion de l'Ukraine par la Russie, que le régime kazakh entretient des liens avec le Kremlin. Fin 2023, le Kazakhstan lance un nouveau mandat d'arrêt à leur encontre, les accusant d'« inciter à la haine », bien que les allégations restent floues,. Ils sont placés sur un fichier officiel des personnes recherchées par le Kazakhstan. 

### Assassinat

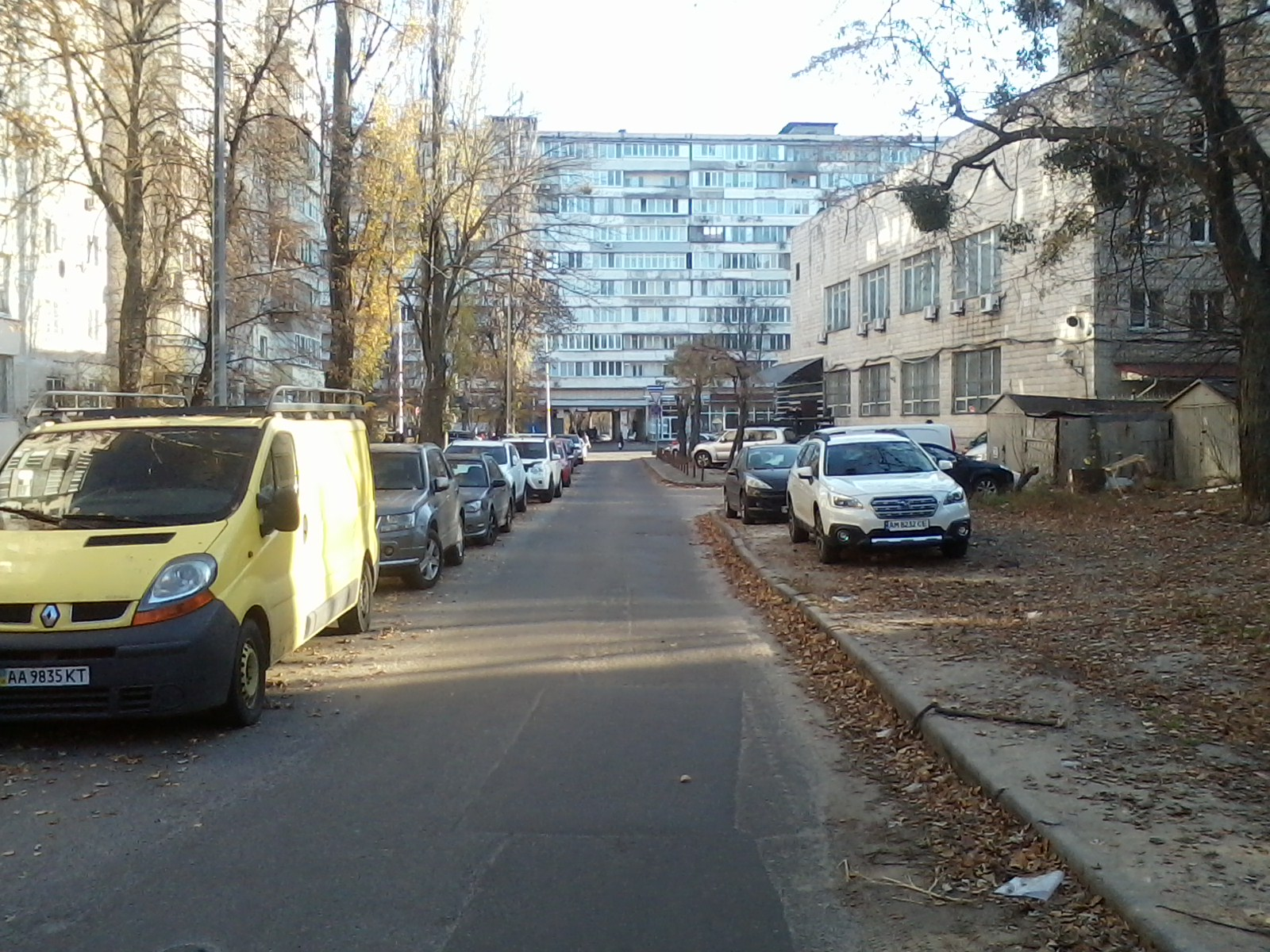
La rue Viktora Yarmoly de Kyïv, lieu de l'assassinat.

Le 18 juin 2024, alors qu'Aïdos Sadykov et sa femme sont stationnés en voiture dans la rue Viktora Yarmoly, dans le centre-ville de Kyïv, le journaliste est visé par des tirs. Un homme portant une casquette, une barbe et des lunettes tire sur le véhicule au niveau de la vitre conducteur avant, avec un pistolet équipé d'un silencieux. Aïdos Sadykov est touché à la tempe et grièvement blessé, la balle ayant atteint son cerveau. Il est transporté à l'hôpital où il meurt treize jours plus tard, le 2 juillet 2024,. Sa femme n'est pas blessée dans l'attaque.
Une enquête est ouverte par la police ukrainienne. Deux suspects sont identifiés, tous deux originaires du Kazakhstan, d'où ils sont arrivés quelques jours plus tôt, en passant par la Pologne. Meïram Karataïev, 33 ans, et Altaï Jakanbaïev, 36 ans, ont loué deux appartements pour surveiller le couple. Une fois l'assassinat réalisé, ils fuient en direction de la Moldavie. Jakanbaïev se rend ensuite à la police kazakhe le 21 juin. Tous deux ont des liens avec les services spéciaux kazakhs, selon Respublika. 
Le président kazakh Kassym-Jomart Tokaïev affirme son soutien à l'enquête mais refuse par la suite l'extradition d'Altaï Jakanbaïev vers l'Ukraine. Natalia Sadykova accuse Tokaïev d'être à l'origine de l'attaque, après avoir « tenté de négocier avec des intermédiaires pour acheter Aïdos », sans succès ; Astana nie toute responsabilité. Le crime dégrade les relations entre le Kazakhstan et l'Ukraine en raison du statut de réfugié politique accordé à Sadykov. Au Kazakhstan, des dîners commémoratifs sont organisés, suivant la tradition, en l'hommage du militant, mais les manifestations prévues sont interdites. 

## Vie privée
Aïdos Sadykov est marié à Natalia Sadykova, elle aussi journaliste, notamment pour des chaînes de télévision. Ils ont trois enfants.